# جديدة (المتن)
جديدة المتن، هي بلدية (مديرية) ساحلية والعاصمة الإدارية لقضاء المتن في محافظة جبل لبنان. وهي منطقة صناعية مهمة في موقع مهم للنشاط التجاري والمصرفي. تقع جديدة المتن في الضواحي الشمالية لمدينة بيروت التي تضم منطقة بيروت الكبرى. تبلغ مساحتها حوالي 6 كيلومتر مربع وتتكون من ثلاث قرى: جديدة المتن والبوشرية وسد البوشرية ويبلغ عدد سكانها حوالي 160 ألف نسمة. لديها خمسة أعضاء في المجلس البلدي، في حين أن البوشرية لديها تسعة، وسد البوشرية لديها سبعة،

## علم الآثار

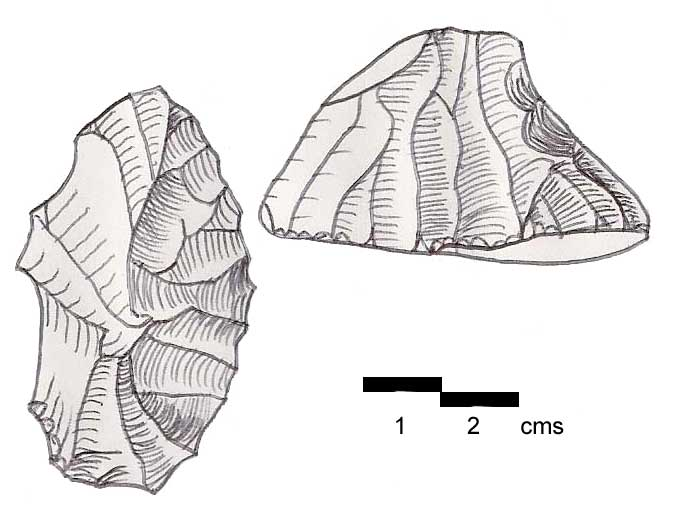
أحجار صوان ثقيلة شديدة الانحدار مع راكلر على أحد الجانبين. وجدت في الجديدة الثانية، لبنان. يعود تاريخها إلى العصر الطباشيري البني

اكتُشفت ثلاثة مواقع أثرية في منطقة جديدة المتن من قبل رهبان مسيحيين. اثنان من هذه الاكتشافات المميزة هي لأحجار العصر الحجري الحديث لحضارة القرعون.
الموقع الأثري الأول يقع على بعد: 750 متر (2,460 قدم) شمال شرقي البلدة على الضفة اليسرى لنهر الموت. تم اكتشافه من قبل راهب يُدعى راؤول ديسكريبس وعُثر في الموقع على أدوات ومواد آثرية من عدة فترات بما في ذلك العصر الحجري القديم والعصر الحجري القديم الأوسط والعصر الحجري القديم الأعلى والعصر الحجري الحديث الثقيل. هذه المواد موجودة في جامعة القديس يوسف، متحف عصور ما قبل التاريخ اللبناني.
الموقع الأثري الثاني يقع على بعد: 500 متر (1,600 قدم) شمال شرق حارة الشيخ على تباب منخفضة يسار مجرى مائي بالقرب من طريق العامرية. تم العثور على مجموعة آثار من العصر الحجري الطباشيري القديم بواسطة أوغست بيرجي، بالإضافة إلى مجموعة متنوعة من الأحفوريات ومجموعة متنوعة من الآثار تم العثور عليها أيضًا في عين الشيخ.
الموقع الأثري الثالث يقع على قمة تلة مشجرة شمال غرب العامرية على المنحدرات الجنوبية الغربية التي عُثر عليها بيرجي أيضًا. لقد اكتشف نوع من ثقافة القرعون، وهو عبارة عن مجموعة عملاقة من الأحجار الضخمة، وكاشطات على الرقائق والمعاول الخشنة.